# میزان بازده داخلی
میزان بازده داخلی (IRR - Internal Rate of Return) میزان متوسط میزان بازده سالانه یک طرح تجاری می‌باشد. در اقتصاد مهندسی محاسبه میزان بازگشت داخلی یکی از روش‌های استاندارد ارزیابی طرح‌های اقتصادی است. به کار گیری پسوند داخلی از آن رو است که در محاسبهٔ آن اثر عوامل محیطی لحاظ نمی‌شود. در این روش تلاش می‌شود تا جریان نقدینگی با میزان بازگشت نامعلومی به میزان کنونی تنزیل داده شوند. به گونه‌ای که ارزش خالص فعلی آن برابر صفر گردد. به عبارت دیگر درآمدهای تنزیل شده در طول دوره بازگشت سرمایه با هزینه‌های تنزیل شده در همین دوره برابر قرارداده می‌شوند و بر این اساس میزان بازگشت نامعلوم، تعیین می‌شود. اگر این میزان بازگشت از نرخ بهره (مثلاً بانکی در ایران 20%) بیشتر باشد، طرح سودآور و قابل اجرا بوده و اگر میزان بازگشت محاسبه شده کمتر از نرخ بهره واقعی باشد، طرح زیان‌ده و غیرقابل اجرا است.

## میزان بازده داخلی(IRR)
میزان بازده مورد استفاده در بودجه بندی سرمایه‌ای برای اندازه‌گیری و مقایسه سود آوری سرمایه‌گذاری است جریان نقدی تنزیل شده میزان بازده نیز نامیده می‌شود.ROR در زمینه پس‌انداز و وام نیز نامیده می‌شود و در نرخ بهره نیز مؤثر است.

## کاربرد در طرح تجاری (business plan)
میزان بازده داخلی (IRR) معادل نرخ سودی است که سرمایه‌گذار می‌تواند با سرمایه‌گذاری در یک طرح تجاری (BP:business plan) بدست آورد.
شاخص IRR پرکاربردترین شاخص مالی برای توجیه‌پذیری مالی و مقایسه چندین طرح تجاری می‌باشد.
محاسبه شاخص IRR در ارتباط نزدیک با NPV می‌باشد، بدین‌صورت که شاخص NPV طرح معادل صفر قرار داده می‌شود تا نرخ تنزیلی IRR بدست آید.
NPV(i*)=۰ در نتیجه i*=IRR

## محاسبه IRR در اکسل
در اکسل می‌توان شاخص IRR را محاسبه نمود، برای این کار از منوی Formulas گزینه Financial و از لیست، شاخص IRR را انتخاب و ذر پنجره Values مقادیر یک ستون را که شامل: (ردیف اول هزینه‌های سرمایگذاری (یا قبل از بهره‌برداری), ردیف‌های بعدی عایدی در سال‌های اول، دوم، سوم … می‌باشد)؛ را انتخاب می‌کنیم، همین‌طور می‌توانیم با فرمول زیر آن را محاسبه کنید (IRR(A1:A5= که در این حالت A1 برابر میزان سرمایه‌گذاری اولیه و A2 عایدی سال اول A3 عایدی سال دوم و A4 عایدی سال سوم و A5 عایدی سال چهارم … باشد.
سلول انتخابی در اکسل را برای شاخص IRR با فرمت درصد (percentage) انتخاب نمایید، این همان مقدار سودی را نشان خواهد داد که اگر سرمایه خود را در بانک بگذارید به‌طور سالانه به شما تعلق خواهد گرفت، پس اگر این درصد سود از۲۰٪ (نرخ بانک‌های ایران در سال ۹۴) کمتر باشد، طرح توجیه ندارد و اگر بیشتر باشد و میزان ریسک سرمایه‌گذاری متناسب داشته باشد قابل دفاع است.

## تعریف
نرخ داخلی بازگشت سرمایه‌گذاری یا پروژه سالانه مؤثر مرکب از میزان بازده یا سرعت برگشت است که باعث ارزش خالص فعلی (NPVبه عنوان ۱) /۱۰*NET^(IRR+ سال) از همه جریان پول نقد هم مثبت و هم منفی یک سرمایه‌گذاری خاص و برابر با صفر است در شرایط خاص IRR یک سرمایه‌گذاری، نرخ تنظیم است که در ان ارزش فعلی خاص خالص هزینه جریان نقد منفی سرمایه‌گذاری برابر ارزش فعلی خالص مزایا (جریان نقدی مثبت سرمایه‌گذاری است).
میزان بازده داخلی معمولاً برای ارزیابی مطلوبیت سرمایه‌گذاری یا پروژه استفاده می‌شود. بالاتر از نرخ داخلی بازگشت پروژه، که برای انجام این پروژه مطلوبتر است. این فرض که همه پروژه‌ها نیاز به همان مقدار از سرمایه‌گذاری دارند در مقابل اینکه این پروژه با بالاترین IRR بهترین در نظر گرفته می‌شود.
یک شرکت یا فرد در تئوری، تمام پروژه‌ها یا سرمایه‌گذاری موجود را با IRR انجام می‌دهد که بیش از هزینه سرمایه است. سرمایه‌گذاری ممکن است از دسترسی به منابع مالی شرکت‌ها یا ظرفیت یا توانایی شرکت برای مدیریت پروژه‌های متعدد محدود شده‌است.

## استفاده
از آنجایی که میزان بازده داخلی، میزان نرخ شاخص بهره‌وری، کیفیت یا عملکرد سرمایه‌گذاری است که در تضاد ارزش خالص حال حاضر می‌باشد به عنوان یک شاخص از ارزش یا بزرگی سرمایه‌گذاری است.
سرمایه‌گذاری قابل قبول در نظر گرفته شده‌است اگر میزان بازده داخلی آن بزرگتر از نرخ حداقل قابل قبول برای بازگشت یا هزینه سرمایه باشد در یک سناریو که در ان سرمایه‌گذاری توسط دارندگان سهام یک شرکت در نظر گرفته شده‌است، این نرخ حداقل هزینه سرمایه، سرمایه‌گذاری است که ممکن است هزینه تعدیل ریسک سرمایه از سرمایه‌گذاری‌های جایگزین تعیین شده باشد. این امر تضمین سرمایه‌گذاری توسط دارندگان سهام می‌باشد به‌طور کلی سرمایه‌گذاری که IRR بر هزینه‌های آن سرمایه می‌افزاید ارزش برای شرکت (بعنوان مثال آن را از لحاظ اقتصادی سودآور است)

## محاسبه
با توجه به مجموعه‌ای از جفت (زمان، جریان نقدی) درگیر در یک پروژه میزان بازده داخلی به شرح زیر است.
از ارزش فعلی خالص به عنوان تابعی میزان بازده است. میزان بازده که برای این تابع صفر است میزان بازده داخلی است.
با توجه به جفت (دوره، جریان نقدی) cn,nجاییکه nیک عدد صحیح مثبت است که در آن وNتعداد کل
دوره‌ها، و ارزش خالص حال حاضرNPV می‌باشد و میزان بازده داخلی نوشته شده توسط: (NPV=Cn/(1+r
دوره معمولاً به سال داده می‌شود، اما محاسبات ممکن است ساده‌تر محاسبه شود با استفاده از دوره‌ای که در آن اکثریت تعریف می‌شود (به عنوان مثال، بااستفاده از ماه اگر بسیاری از جریان‌های نقدی در فواصل ماهانه رخ دهد) و تبدیل به دوره سالانه پس از آن. هرزمان ثابت را می‌توان در محل حال حاضر استفاده (به عنوان مثال، در پایان از یک فاصله سالیانه)،مقدار به دست آمده صفراست اگر و تنها اگر NPV صفر باشد. ُ
درصورتی که جریان‌های نقدی، متغیرهای تصادفی، ازجمله حقوق و دستمزد باشد، ارزش مورد انتظار، در فرمول فوق محاسبه میشود. ُاغلب ارزش را نمی‌توان تحلیلی یافت. در این حالت، روش‌های عددی یا گرافیکی استفاده می‌شود.

### معیار تصمیم‌گیری
اگرIRR بیشتر از هزینه سرمایه باشد، پروژه تایید میشود و اگر IRR کمتر از هزینه سرمایه باشد، پروژه رد می‌شود.

## مشکلات بااستفاده از میزان بازده داخلی
محاسبه IRR به عنوان یک ابزار سرمایه‌گذاری تصمیم‌گیری برای مقایسه پروژه‌های برای سرمایه گذاری مورد استفاده قرار میگیرد اما تنها برای تصمیم‌گیری نسبت به ارزش سرمایه‌گذاری پروژه استفاده می‌شود.

### NPVموردانتظار
کاهش از نرخ تخفیف نسبت به مدت دو پروژه متقابلاً منحصربه فرد. پروژه A دارای NPV بالاتر (نرخ تنزیل خاص)، حتی اگر IRRآن(=محورX)پایین‌تر از پروژهBباشد. در مواردی که یک پروژه سرمایه‌گذاری اولیه بالاتر از یک پروژه دوم دو به دو ناسازگاراست، ممکن است اولین پروژه IRR پایین (بازده مورد انتظار), اماNPVبالا (افزایش ثروت سهام داران) وبا این ترتیب پروژه دوم پذیرفته شده (بافرض اینکه هیچ محدودیت سرمایه وجود ندارد).
فرض IRR سرمایه‌گذاری مجدد از جریان‌های نقدی موقت در پروژه با میزان بازده مساوی می‌تواند با سرمایه‌گذاری مجدد همان پروژه یا پروژه‌های مختلف باشد؛ بنابراین درIRR، وضعیت بالا معادل سالانه بازگشت برای یک پروژه که جریان‌های نقدی موقت در سرعت پایین‌تر نسبت به محاسبه دوبارهIRRدوباره سرمایه‌گذاری است.
این ارائه یک مشکل است، به ویژه برای پروژهای باIRR بالا دردسترس نیست از آنجا که اغلب یکی دیگر از پروژه‌ها وجود دارد که می‌تواند میزان بازده را به عنوان اولین پروژه به دست آورد.
هنگامی که IRRبالاترازمیزان سرمایه‌گذاری مجدد واقعی برای جریان‌های نقدی موقت محاسبه شود اندازه‌گیری گاهی اوقات بسیار قابل توجه-بازگشت معادل سالانه پروژه بالا می‌باشد. در فرمول فرض بر این است که این شرکت پروژه‌های دیگری دارد. با چشم‌اندازه جذاب که در آن سرمایه‌گذاری جریان‌های نقدی موقت است.
. این امر انتخاب IRRمناسب و (محبوب) برای تجزیه وتحلیل سرمایه وسرمایه‌گذاری سهام خصوصی است به عنوان یک استراتژی که معمولاً نیاز به چند سرمایه‌گذاری پول نقد در طول این پروژه است اما فقط یک جریان نقدی در پایان این پروژه می‌باشد (به عنوان مثال از طریق IPOیاM&A)
از آنجا که IRR هزینه سرمایه را در نظر می‌گیرد آن را نباید برای مقایسه مدت زمان‌های مختلف پروژه‌ها استفاده کرد اصلاح میزان بازده داخلی هزینه سرمایه را فراهم می‌کند و نشانه‌ای بهتر از بهره‌وری پروژه در کمک به جریان نقدی تنزیل شده‌است. در مورد جریان نقدی مثبت، منفی و سپس IRR مثبت ممکن است چندین مقدار داشته باشد در این حالت نرخ تنزیل ممکن است برا ی جریان وام پول نقد و IRR محاسبه شده و برای جریان سرمایه‌گذاری پول نقد استفاده شود.